# Estamos locos... ¿o qué?
Estamos locos... ¿o qué? és el nom del tercer àlbum que tragueren al mercat els Hombres G. Es va llançar l'any 1987.

## Llistat de cançons
1. Una mujer de bandera
2. Sólo me faltas tú
3. Mis amigos
4. Solo otra vez
5. Huellas en la bajamar
6. No, no... no
7. En mi coche
8. Y cayó la bomba (fétida)
9. ¿Qué te he hecho yo?
10. Temblando